# 313P/Gibbs
Pour les articles homonymes, voir Comète Gibbs.
La comète Gibbs, officiellement 313P/Gibbs, est une comète périodique du système solaire, découverte le 22 septembre 2003 par Alex R. Gibbs.